# Mii
Mii（/mi/）是一种用于数款任天堂電子遊戲機和流動應用程式上的可定制卡通化身。它最早出现于Wii，之后獲扩展到任天堂3DS、Wii U、任天堂Switch，以及多种非任天堂的智能设备。使用者可以设定不同的面部、身体和服装来制作自己、他人或原创角色的卡通形象。

## 概要

Mii標誌

Mii有多种用途，除了可以设定为用户账户的头像，还可以在某些游戏中作为游戏角色来使用等。Mii通常认为是“Wii”和“me”（我）的混成词。在2003年的美国e3展上，任天堂曾经公布了一款名为《Stage Debut》的ngc软件。不过该软件最后无疾而终。如今，Wii上面的“Mii”基本就是相同的理念，不过把“摄像头拍摄人脸”的想法变成了用户可以编辑自己的Mii形象。

## 外部連結
- 樣貌繪製簡介(日) （页面存档备份，存于）
  - 樣貌繪製開發談話
- Mii介紹 （页面存档备份，存于）
  - Mii開發談話 （页面存档备份，存于）
- Mii:3DS相關
- Mii:WiiU相關 （页面存档备份，存于）
- Mii:3DS軟體開發談話 （页面存档备份，存于）